# マイルズ・エアクラフト
マイルズ・エアクラフト (Miles Aircraft) は、かつて存在したイギリスの航空機メーカーである。マイルズとは、エンジニアであるフレデリック・ジョージ・マイルズが設計した航空機を市場向けにつけられた名称であった。マイルズでは多数の民間軽飛行機と奇抜な軍用機の試作機を設計された。メーカーとして成立する以前の航空機にもマイルズの名がつけられた。

## 社史
マイルズ・エアクラフトの前身となった会社は、バークシャーのレディングにあるウッドリー飛行場でフィリップス・アンド・ポウィス・エアクラフト (Philips and Powis Aircraft) としてチャールズ・ポウィスとジャック・フィリップスによって設立され、フレデリック・マイルズはその航空機技術者兼飛行教官であった。
マイルズは1932年、フィリップス・アンド・ポウィス・エアクラフトの取締役で航空機製図師のマキシン・ブロッサム・マイルズと結婚し、マイルズ・エアクラフト (Miles Aircraft Limited) を設立してフィリップス・アンド・ポウィス・エアクラフトを買収した。
1936年、ロールス・ロイス（ロールス・ロイス・リミテッド）が会社の株主になった。航空機はマイルズのブランド名で生産が続けられたが、1943年にロールス・ロイスは株式を売却した。
第二次世界大戦中、マイルズ・エアクラフトはイギリス空軍向けの練習機"マスター"や"マジスター"、マスターの派生型の標的曳航機"マーチネット"などの小型軍用機を生産した。
1947年にマイルズ・エアクラフトは破産し、不動産はハンドレページ・レディングとしてハンドレページによって購入された。翌1948年、フレデリック・マイルズはF. G. マイルズ・リミテッド (F. G. Miles Limited) を設立し、マイルズの名で生産を続けた。
ハンドレページは、マイルズで設計されたM.60 マラソンをH.P.R.1 マラソンとして生産した。また、マイルズの破産時に受注残となっていた8機のジェミニは、2機がハンドレページで、5機がウルヴァーハンプトンのウルヴァーハンプトン・アビエーション・グループで、そして1機がF.G.マイルズ・リミテッドで組み立てられた。
1961年、F. G. マイルズはオースター・エアクラフトと統合され、プレスト・スチール・カンパニー傘下のビーグル・エアクラフトとなった。この後、親会社のプレスト・スチール・カンパニーは1965年にブリティッシュ・モーター・コーポレーションに買収され、ビーグル・エアクラフトは1966年から英国政府の管理下で活動を継続したが1969年には資金的に困難な状況となり、再建できずに解散となった。

## 機種

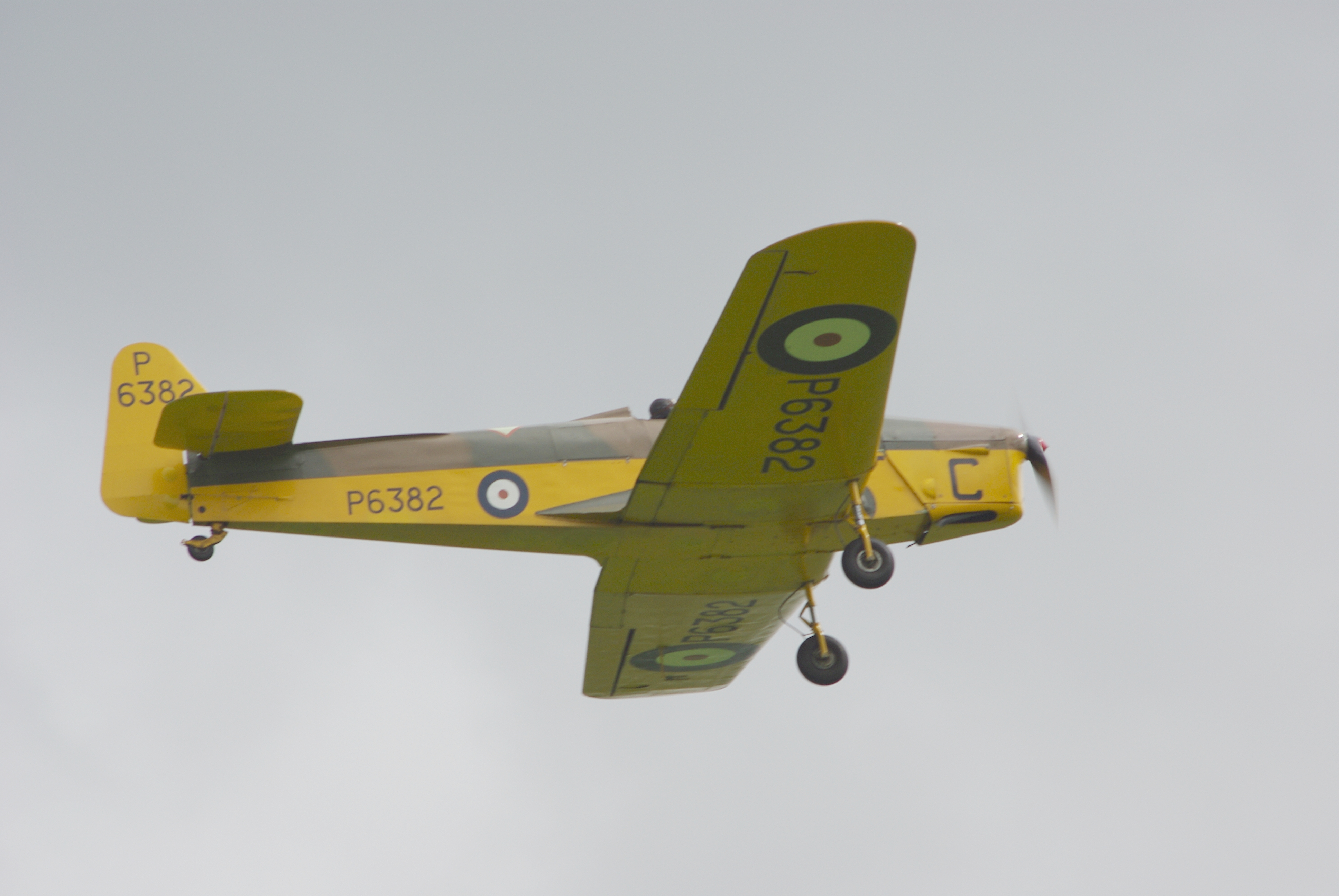
マジスター

| 型式     | 名称                             | 初飛行年 | 製造数 | 種類                                             |
| -------- | -------------------------------- | -------- | ------ | ------------------------------------------------ |
|          | サザン・マートレット             | 1929     | 6      |                                                  |
|          | メタル・マートレット             | 1930     | 1      |                                                  |
| M.1      | サティア                         | 1932     | 1      |                                                  |
| M.2      | ホーク                           | 1933     | 55     | 複座複葉機                                       |
| M.2F-T   | ホーク・メジャー                 | 1934     | 64     | 複座複葉機 デ・ハビランド ジプシー・メジャー搭載 |
| M.2E,L,U | ホーク・スピード・シックス       | 1934     | 3      | 競争機 デ・ハビランド ジプシー・シックス搭載     |
| M.2W,X,Y | ホーク・トレイナー               |          | 25     |                                                  |
| M.3A     | ファルコン・メジャー             | 1934     | 19     |                                                  |
| M.3B     | ファルコン・シックス             | 1935     | 17     |                                                  |
| M.4      | マーリン                         | 1935     | 4      |                                                  |
| M.5      | スパローホーク                   | 1935     | 5      |                                                  |
| M.6      | ホーコン                         | 1935     | 1      |                                                  |
| M.7      | ナイトホーク                     | 1935     | 6      |                                                  |
| M.8      | ペレグリン                       | 1936     | 2      |                                                  |
| M.9      | ケストレル                       | 1937     | 1      |                                                  |
| M.9A     | マスター I                       | 1939     | 900    | 高等練習機                                       |
| M.11     | ホイットレイ ストライト          | 1936     | 50     |                                                  |
| M.11C    | M.11C                            |          | 1      |                                                  |
| M.12     | モホーク                         | 1937     | 1      |                                                  |
| M.13     | ホビー                           | 1937     | 1      |                                                  |
| M.14     | マジスター                       | 1937     | 1,293  | 軍用初等練習機                                   |
| M.14     | ホーク・トレイナー III           | 1937     | 52     | マジスターの民間向けおよび輸出向け               |
| M.15     | M.15                             | 1939     | 2      | 航空省 Air Ministry 仕様 Specification T.1/37    |
| M.16     | メンター                         | 1938     | 45     | 三座単葉練習機および通信機                       |
| M.17     | モナーク                         | 1938     | 11     |                                                  |
| M.18     | M.18                             | 1938     | 3      |                                                  |
| M.19     | マスター II                      | 1939     | 1,699  |                                                  |
| M.20     | M20/2                            | 1940     | 2      | 低コスト試作戦闘機                               |
| M.24     | マスター・ファイター             | 1940     | 26     | 練習機を戦闘機へ緊急転換（追憶的にM.24）         |
| M.25     | マーチネット                     | 1943     | 1,724  | 標的曳航機                                       |
| M.26     | "X"                              |          | 0      | 大型旅客機の計画                                 |
| M.27     | マスター III                     | 1940     | 602    |                                                  |
| M.28     | マーキュリー                     | 1941     | 6      | 練習機および通信機                               |
| M.30     | X モニター                       | 1942     | 1      | マイルズ Xのスケール縮小試作機                   |
| M.33     | モニター                         | 1944     | 22     | 双発標的曳航機                                   |
| M.35     | リベルラ                         | 1942     | 1      | タンデム翼機の戦闘機                             |
| M.37     | マーチネット・トレイナー         | 1946     | 2      | 複座練習機                                       |
| M.38     | メッセンジャー                   | 1942     | 80     |                                                  |
| M.39B    | リベルラ                         | 1943     | 1      | タンデム翼機の爆撃機の検討用縮小モデル           |
| M.48     | メッセンジャー・デベロップメント | 1945     | 1      |                                                  |
| M.52     | M.52                             |          | 0      | 超音速研究機の設計                               |
| M.50     | クイーン・マーチネット           | 1944     | 65     | マーチネットの無人標的機                         |
| M.57     | エアロバン                       | 1945     | 48     | STOL 輸送機                                      |
| M.60     | マラソン I                       | 1945     | 42     | 旅客機設計 後にハンドレページ マラソン           |
| M.64     | L.R.5                            | 1945     | 1      |                                                  |
| M.65     | ジェミニ                         | 1945     | 170    | プライベート小型機                               |
| M.68     | ボックスカー                     | 1947     | 1      | コンテナ輸送機                                   |
| M.69     | マラソン II                      | 1949     | 1      | マンバ搭載計画                                   |
| M.71     | マーチャントマン                 | 1947     | 1      | エアロバン設計の4発機化計画                      |
| M.75     | アリエス                         | 1951     | 2      | ジェミニの強化エンジン換装                       |
| M.77     | スパロージェット                 | 1953     | 1      |                                                  |
| M.100    | ステューデント                   | 1957     | 1      |                                                  |
| M.105    | H.D.M.105                        | 1957     | 1      | エアロバンのユレル・デュボア翼転換               |